# Dobrești (okręg Alba)
Dobrești – wieś w Rumunii, w okręgu Alba, w gminie Gârda de Sus. W 2011 roku liczyła 58 mieszkańców.